# Wielki Jenisej
Wielki Jenisej (ros. Большой Енисей, tuw. Бий-Хем, Bij-Hem) – rzeka w Rosji, w Republice Tuwy, prawy dopływ i jedna ze źródłowych rzek Jeniseju.
Długość rzeki wynosi 636 km. Powierzchnia dorzecza obejmuje 56 800 km². Żeglowna na długości 285 km od ujścia rzeki. Średni przepływ wody wynosi w około 584m³/s. W Kyzyle łączy się z Małym Jenisejem tworząc Jenisej właściwy. 